# Titi Buengo
André "Titi" Buengo, född 11 februari 1980 i Luanda, är en angolansk-fransk före detta fotbollsspelare som spelade som anfallare.

## Karriär

### Klubblagskarriär
Buengo flyttade som åttaåring från Angola till Frankrike. Han fick franskt medborgarskap 2000. Han spelade under sin karriär för ett flertal franska klubbar och några utländska. Buengo var en pålitlig målskytt för flera Ligue 2-klubbar som Clermont Foot, Amiens och Troyes, men han kom aldrig att spela i Ligue 1.

### Landslagskarriär
Buengo togs ut till Angolas landslags trupp till VM 2006, men fick inte någon speltid i mästerskapet. Sammanlagt spelade han 7 landskamper för Angola.

## Tränarkarriär
Buengo tränade fram till 2023 den franska klubben US Camon.